# Культ личности Хафеза Асада

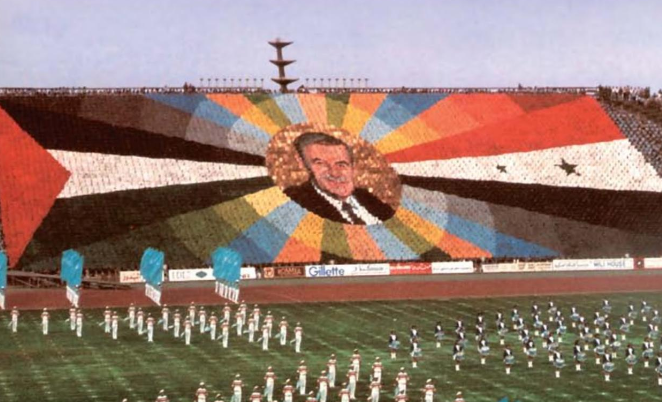
Портрет Асада с флагами Сирии и партии Баас на церемонии открытия Средиземноморских игр в Латакии, 1987

Культ личности Хафеза Асада - масштабное почитание личности бывшего президента Сирии Хафеза Асада во время его правления (1971-2000). Этот культ личности включал в себя многочисленные социальные практики, статуи, портеты, фрески, графити, изображения на деньгах, почтовых марках и даже тетрадях, а так же масштабную государственную пропаганду, направленную на возвышение персоны Асада и создание ему великого образа внутри Сирии. Некоторые исследователи заявляли, что культ Асада был на порядок более всепроникающим и масштабным чем даже у лидера Китая, Мао Цзэдуна, или Иосипа Броз Тито, диктатора Югославии. Развенчание этого культа личности стало известно как Деасадизация и во многом проявилось уже после падения режима Асада в декабре 2024-го.

## Формирование культа личности
Хафез Асад пришел к власти в 1970 году после совершённого им государственного переворота свергнув своего оппонента, генерала Салаха Джадида, и уже в 1971 официально был объявлен президентом Сирии. В отличии от всех своих предшественников, Асад смог удержаться у власти на десятилетия. Он оказался единственным, кто сумел построить сильную баасистскую военную диктатуру. Асад начал активно строить свой культ личности в сталинистском стиле, и делал он это в тесном сотрудничестве с пропагандистами из других социалистических диктатур, таких как Румыния под управлением Николае Чаушеску, Северная Корея или Советский Союз. После захвата власти Асадом государственная пропаганда продвигала новый национальный дискурс, основанный на объединении сирийцев под «единой воображаемой баасистской идентичностью» и Асадизмом (идеология, основанная на мышлении и принципах семьи Асада, в частности лично Хафеза). Культ личности строился не только под воздействием идеологии, но и под воздействием исторических событий, случившихся с Сирией, к примеру Войны Судного Дня или краха Коммунистических режимов по всему миру.
Культ личности еще сильнее расширился в 1980-х годах. Из-за недавнего восстания «Братьев-мусульман» (которое было жестоко подавлено после резни в Хаме в 1982 году), его режим резко ужесточился: Асад отменил всю либерализацию, которую ввел с приходом к власти, и возобновил версию милитаристского ленинизма, которую ранее продвигал свергнутый им Салах Джадид. В этот период режим и государственная пропаганда заметно расширили свои усилия по созданию вездесущего культа личности.

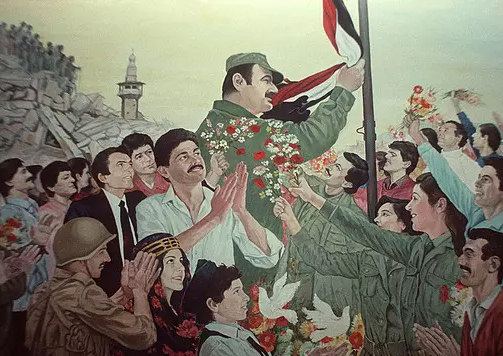
Портрет, изображающий поднятие Асадом флага над городом Кунейтра, произошедшим 26 июня 1974 года.

В конечном итоге культ разросся до огромных масштабов. Журнал "Middle East Monitor" писал: «Ни в одной другой стране за последнее время... ни в Китае Мао, ни в Югославии Тито интенсивность культа личности не достигала таких крайностей. Образ Асада, говорящего, улыбающегося, слушающего, доброжелательного или сурового, торжественного или задумчивого, можно увидеть повсюду. Иногда можно увидеть полдюжины его фотографий подряд. Его лицо окутывает телефонные столбы и грузовики, церкви и мечети. Это лицо, которое видит сириец, когда открывает свою газету».

## Идеи и проявления

### Сравнение с другими людьми и образ
Государственная пропаганда сравнивала Асада с Гамалем Абделем Насером или Саладином, изображала его как гения, чьи мысли "выше понимания среднего гражданина", к тому же обладающего явно божественными способностями, и называла "Вечным лидером".
Асад явно демонстрировал свое восхищение Салах ад-Дином , мусульманским курдским лидером, который в 12 веке объединил мусульманский Восток и победил крестоносцев в 1187 году, а затем завоевал Иерусалим. Асад выставил большую картину гробницы Салах ад-Дина в Дамаске в своем кабинете и выпускал купюры с изображением Салах ад-Дина. В своих речах и беседах Асад часто восхвалял успехи Салах ад-Дина и его победу над крестоносцами, приравнивая Израиль (главного врага Сирии на Ближнем Востоке) к Иерусалимскому королевству , государству крестоносцев. Через детский сад, учебные заведения и баасистские СМИ, режим создавал образ однородной арабской нации, защищенной отеческим лидером с «культом Саладина».
Также Асад был явным сторонником Насера, хотя со временем он окончательно отошел от пропагандируемых им идей панарабизма и насеризма в сторону сирийского национализма. Поскольку он хотел стать арабским лидером, он часто представлял себя в качестве преемника Насера, придя к власти всего через несколько недель после смерти Насера. Он смоделировал свою президентскую систему по образцу Насера, приветствовал Насера за его панарабское лидерство и на публике демонстрировал фотографии Насера рядом с его собственными. После Войны Судного Дня в 1973 году многие последователи начали считать Асада достойным наследником Насера и панарабским лидером.
В честь Асада был назван целый ряд географических обьектов по всей Сирии (к примеру Озеро Асад), а чиновники были вынуждены называть его «освященным» (что на арабском звучит как "аль-Мукаддас"). В школах дети учили его цитаты и пели восхваляющие песни (с них и начинались школьные уроки), его идеология (Асадизм) проповедовалась через урок, названный "Политической Арабской Социологией", и в баасистских молодежных организациях, таких как Союз Революционной Молодежи. Наблюдатели рассматривали усилия государственной пропаганды как стратегию обеспечения согласия масс и идентификации сирийской государственности с династией Асадов. Наряду с крайне милитаристской идеологией, Асад изображался как мудрый полководец и военный лидер: нередко его можно было увидеть на публичных выступлениях в военной форме. Режим Асада всегда почитал и расширял персоналистскую иконографию самого себя в общественной и частной сферах повседневной жизни Сирии.

### Титулы
Асад носил целый ряд титулов которые по отдельности нередко использовались чиновниками или пропагандой. Однако у него не было какого либо конкретного титула который он постоянно носил - вместо этого был целый ряд иногда используемых.
- Вечный Лидер (иногда "Лидер навечно")
- Освященный
- Бессмертный
- Отец нации

## Культ личности вне Сирии
За пределами Сирии у Асада так же были его сторонники и некоторый культ личности, и наиболее всего в соседнем Ливане. С 1976 по 2005 год Сирийская Армия смогла оккупировать большую часть Ливана, где солдаты развешивали портреты Асада и помогали заниматься этим ливанским гражданам. При этом портретами дело не ограничилось: в территории, подконтрольной Сирии и союзной ей Хизбалле были и огромные билборды с портретами Асада. Хизбалла же изображала Асада на своих пропагандистских постерах рядом с долговечным лидером организации, Хасаном Насраллой, показывая долгое сотрудничество этих двух людей.
После смерти Асада был объявлен траур разной длительности в целом ряде стран: за исключением Сирии (40 дней траура) это были Ливан (7 дней), Египет, Иордания, Оман, Палестина, Ливия, Марокко, Объединенные Арабские Эмираты, Йемен, Кувейт, Катар и даже неарабский Иран (все по 3 дня). После смерти в Сирии и Ливане прошли массовые демонстрации в память об усопшем президенте.

## После смерти Хафеза Асада

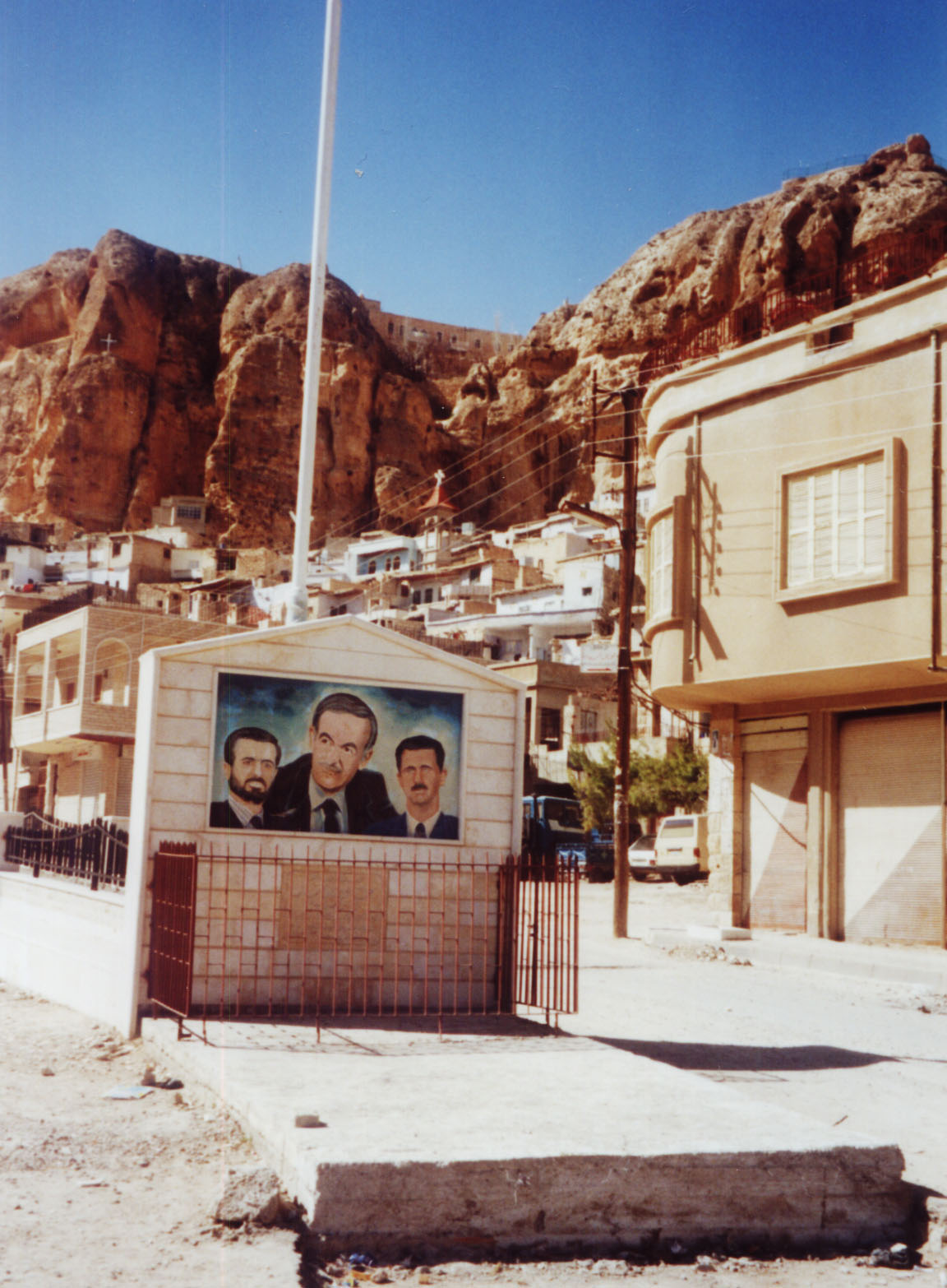
Портрет трех Асадов (слева направо: Басиль, Хафез и Башар) в Маалуле, 2001

Культ личности Хафеза сохранился даже после его смерти в 2000-м году, когда власть была передана его сыну, Башару Асаду. Башар продолжил эту традицию и на многочисленных портретах стал появляться и сам, иногда рядом со своим отцом или старшим братом, Басилем. В целом Башар не вносил кардинально ничего нового, делая для своего культа все то же самое, что и его отец. Однако Башар хотел, чтобы его не боялись (как боялись его отца), а уважали и восхищались им, поэтому он создавал образ скромного реформатора. Его сподвижники даже дали ему новый титул: "надежда". Чтобы им восхищались, Башар стремился выглядеть скромно и впечатляюще одновременно. Слухи о трудовой этике, любви к технологиям и скромном поведении,  его любовь к современности, плакаты, магически появляющиеся против его воли - все это активно начала раскручивать пропаганда. Однако желание построить такой образ не заставило Башара отказаться от режима военной диктатуры, полученного в наследство от отца - государство по-прежнему проводило массовые репрессии против людей, хотя бы немного отклоняющихся от заранее заданной линии или предлагающих неугодные перемены.
Культ личности Башара стал еще больше раскручиваться после Кедровой Революции в Ливане (в 2005-м), которая привела к вынужденному выводу всех сирийских войск из этой страны. В честь Башара Асада сочинялись пропагандистские песни. Портрет Башара иногда был даже пририсован к государственному флагу, а на прожекторах ночного видения у некоторых танков был размещен трафарет с лицом Башара (иногда Хафеза). Солдаты демонстрировали свою лояльность на парадах, держа множество портретов двух Асадов и выкрикивая лозунги ("Душой и кровью мы жертвуем собой ради тебя, Башар!", "Бог, Сирия и Башар!" и прочие). Впрочем, подобные явления были и при правлении его отца.

## Конец режима и деасадизация
Развенчание культа личности было связано напрямую с падением режима Асада. С конца ноября по 8 декабря 2024 года силы сирийской оппозиции провели серию масштабных военных наступлений против сил Асада, очень быстро вытеснив его практически из всех крупных городов и в конечном итоге захватив столицу Дамаск.
Развенчание культа личности после падения режима получило неофициальное наименование «деасадизация»  - это было массовое уничтожение любых символов режима Асада (и партии Баас), особенно статуй и портретов. Новое переходное правительство в лице сил бывшей оппозиции также начало операции против членов бывшей армии и правительства Асада или других лиц, попавших под подозрение, в западных частях страны, исторически населенных алавитами — основой народной поддержкой режима Асада. Все чаще звучали требования мести со стороны суннитского большинства.  Переходное правительство провело массовые убийства алавитов в качестве мести за более чем 50 лет правления алавитского меньшинства, что привело к формированию большего количества алавитских ополчений. После падения режима бывшие члены армии Асада и алавиты начали вооруженный мятеж, нападая на войска переходного правительства, и стали свидетелями антиалавитских расправ.

## Галерея

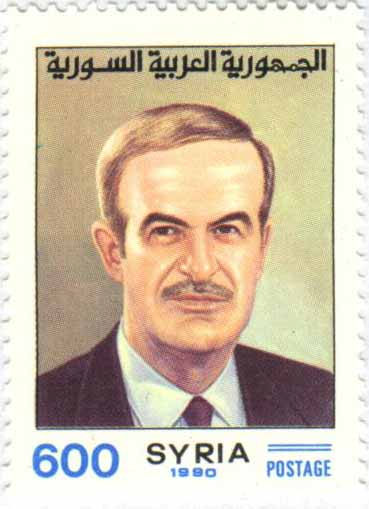
Лицо Асада на почтовой марке 1990 года
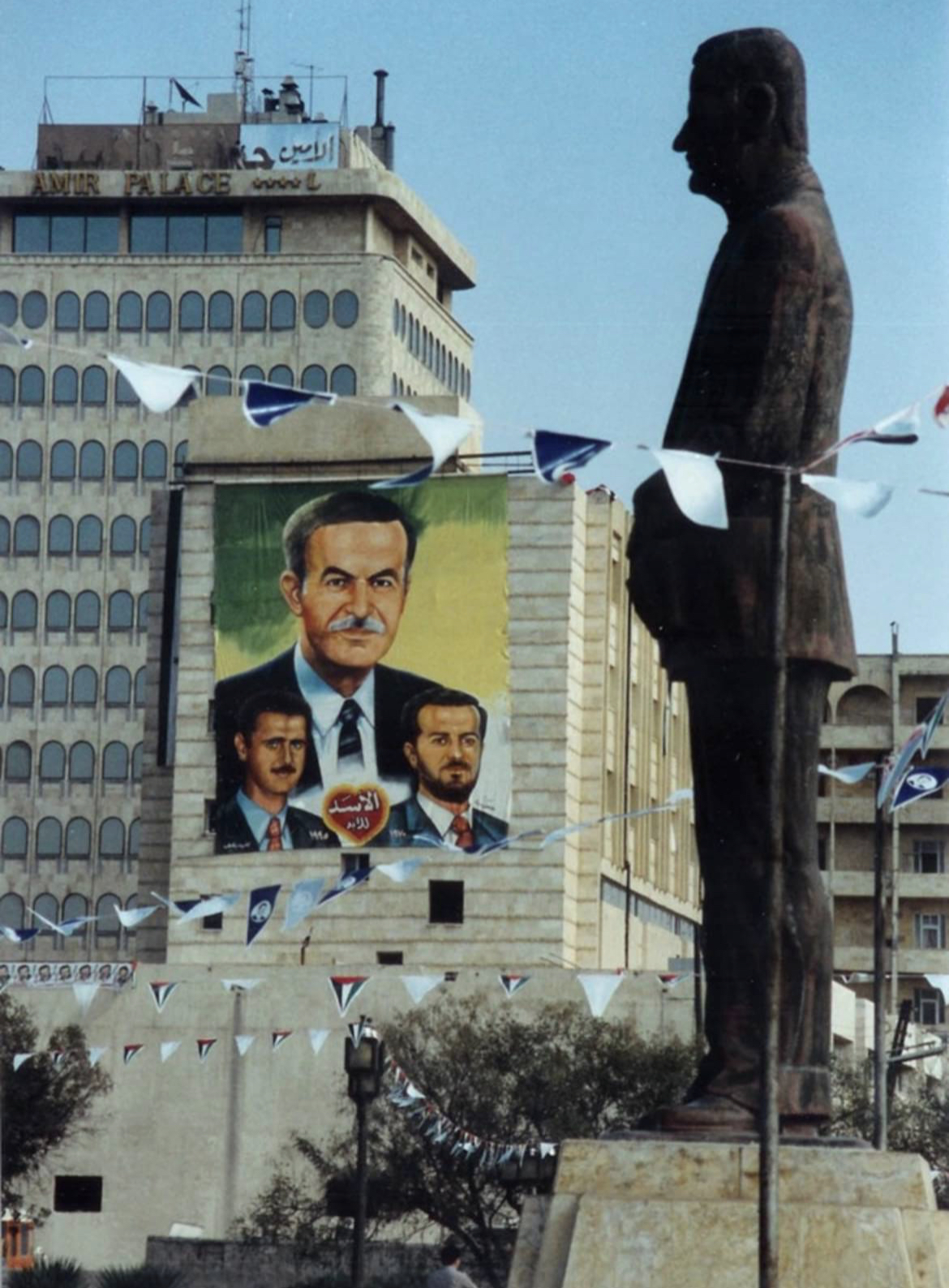
Статуя Хафеза и портрет изображающий его и двух сыновей (Башара слева и Басиля справа)
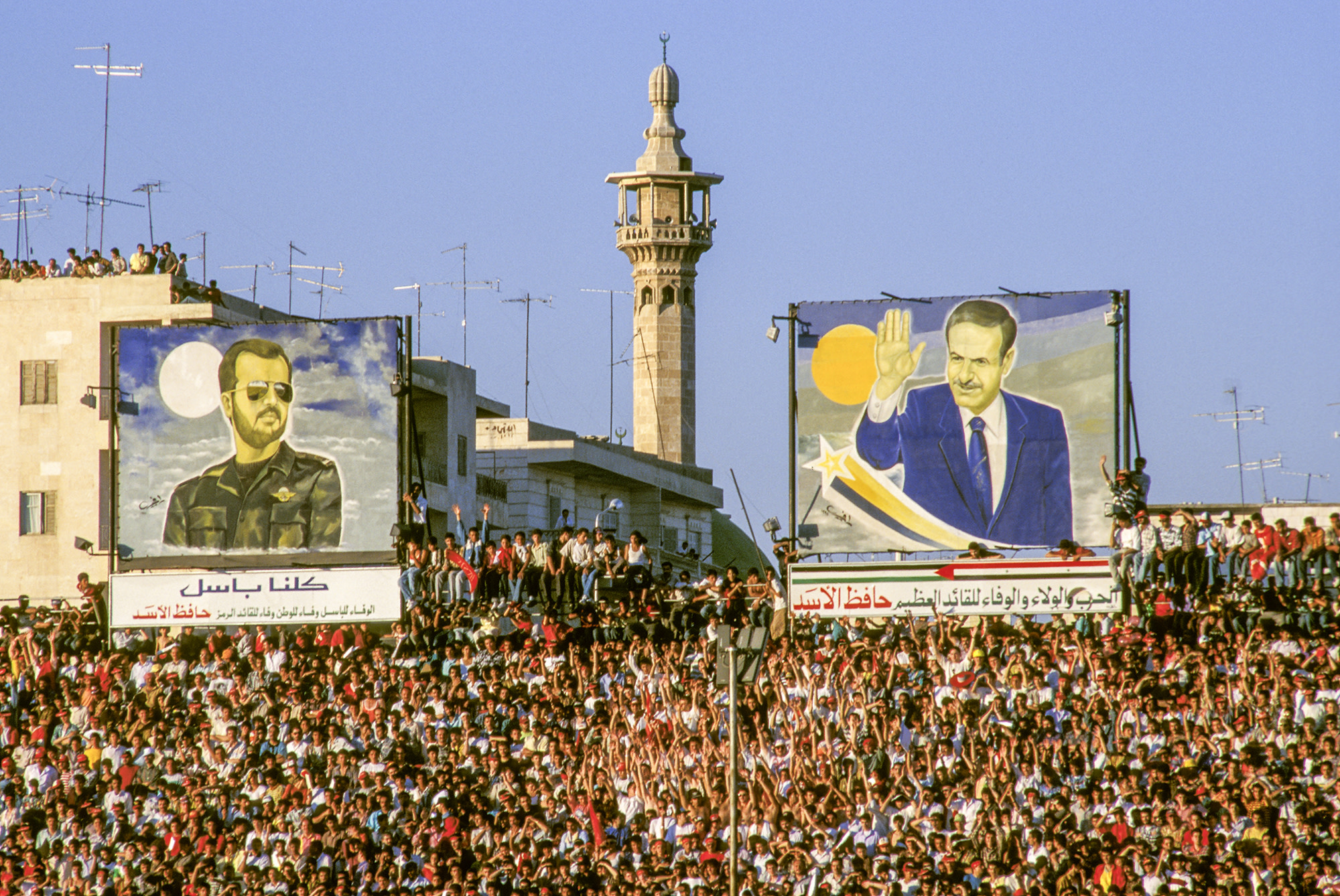
Портреты Хафеза (справа) и его сына, Басиля, 1991
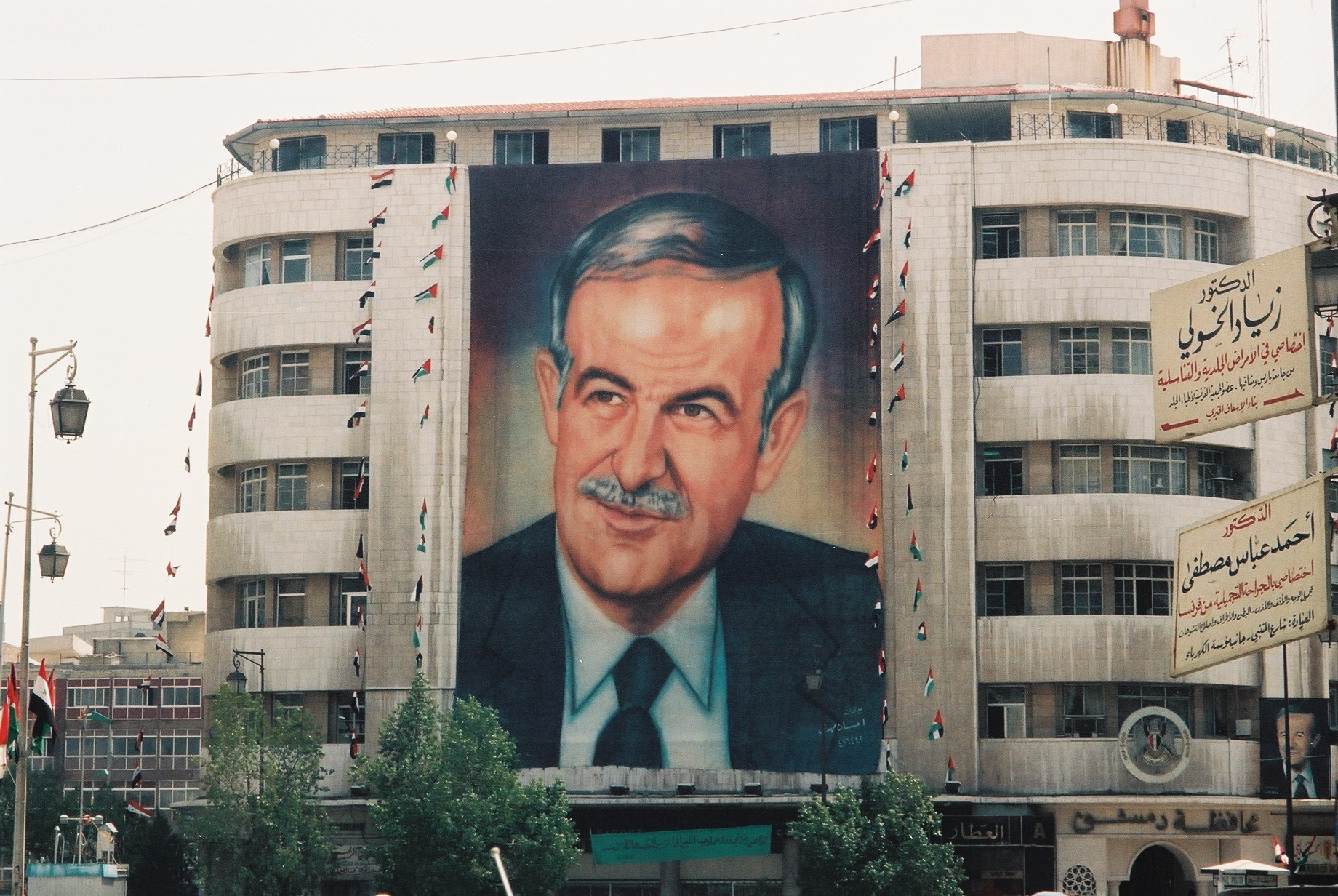
Огромный портрет в Дамаске, 1994
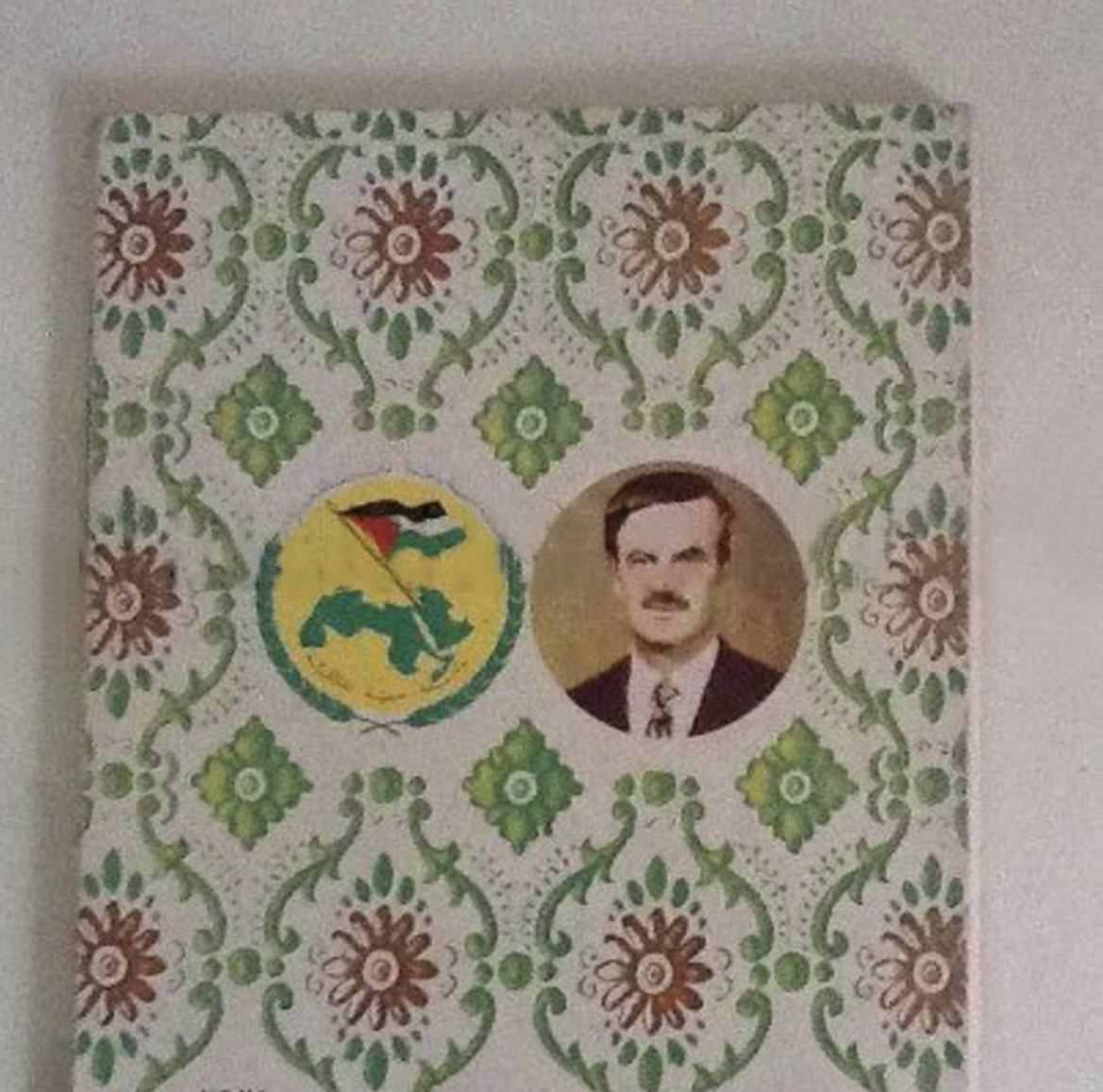
Асад и эмблема партии Баас на школьной тетради в 1980-х
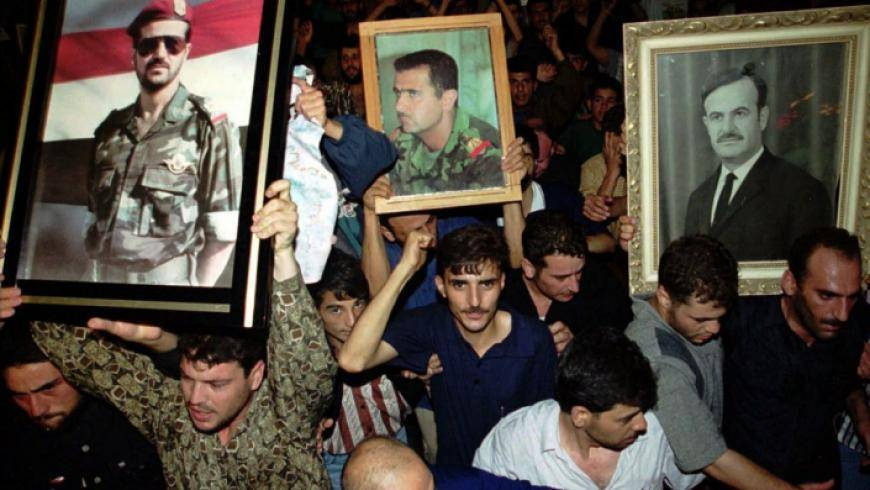
Сирийцы с портретами трех Асадов
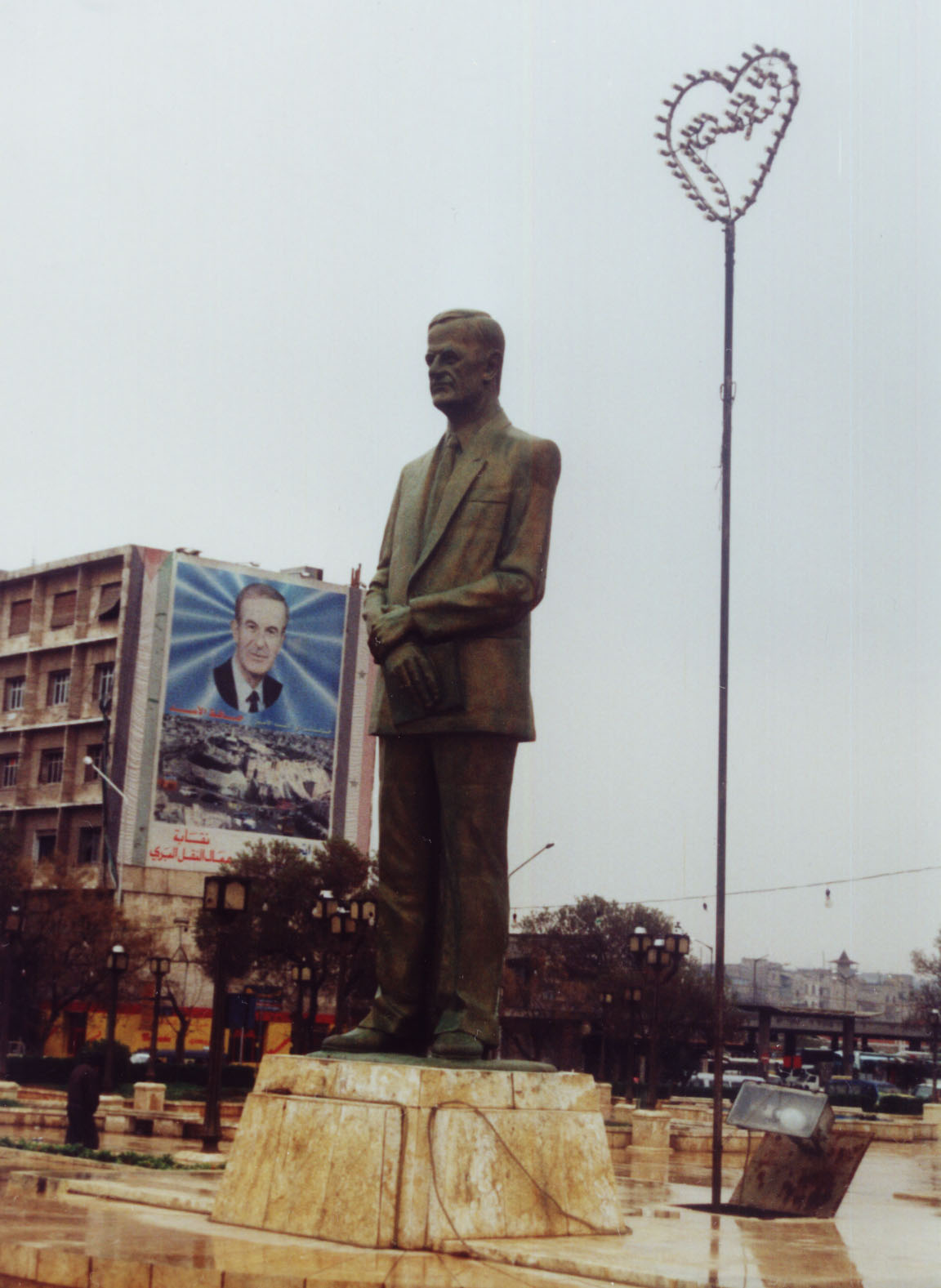
Статуя в Алеппо
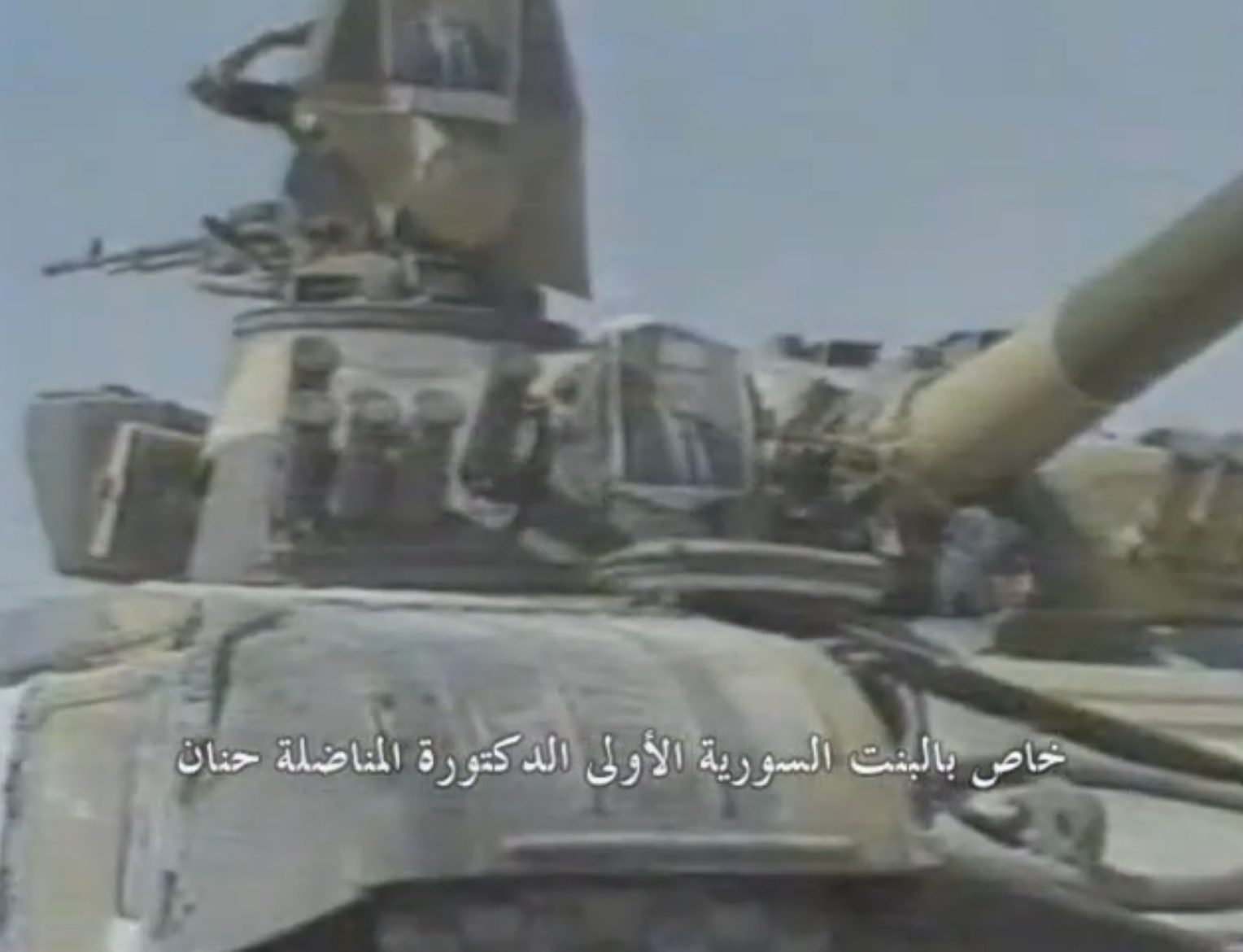
Портрет на танке во время военного парада, 1990
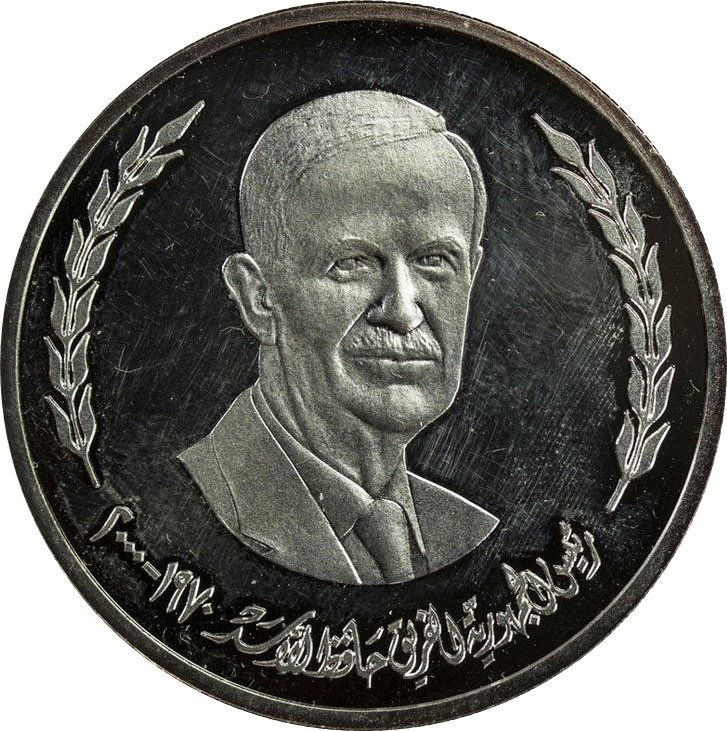
Изображение на монете в один фунт
Изображение на купюре